# Kleine epaulettenvleerhond
De kleine epaulettenvleerhond  (Epomophorus pusillus)  is een vleerhond uit het geslacht Epomophorus die voorkomt in Angola, Benin, Burkina Faso, Burundi, Kongogebied, Ivoorkust, Ethiopië, Gambia, Ghana, Guinee, Guinee-Bissau, Kenia, Liberia, Mali, Niger, Nigeria, Rwanda, Senegal, Sierra Leone, Soedan, Tanzania, Togo, Oeganda en Zambia. Het leefgebied bestaat uit laaglandbos en vochtige savanne.

## Beschrijving
De kleine epaulettenvleerhond lijkt sterk op andere kleine vleerhonden uit het geslacht Epomophorus. Het zijn kleine vleerhonden met een lengte tussen de 7 en 10 cm en een gewicht rond de 20 gram, vrouwtjes iets zwaarder dan mannetjes. De kleur van boven is bruin, in verscheidene tinten. De vacht van boven is dik en dicht behaard, op de buik is de beharing minder dicht, met kortere haren en lichter van kleur. Mannetjes hebben bij de schouder plukjes met witte haren, de zogenaamde epauletten die vaak verborgen zitten in een huidplooi, maar tevoorschijn komen tijdens de balts en dienen om de aandacht van vrouwtjes te trekken. Er zitten ook witgele plukjes haar aan de basis van de oren.

## Leefgebied en gewoonten
De kleine epaulettenvleerhond komt voor in verschillende typen landschap zoals boomrijke savanne, randen van tropisch bos, kustgebieden, graslanden, moerasbossen en gebieden met struikgewas. De vleerhonden hangen overdag in dicht struikgewas, vaak alleen of in paren en soms in groepen van minder dan 10 exemplaren. Ze vliegen in de avondschemering uit, op zoek naar fruitbomen en keren rond middernacht alweer terug op de roestplaats.
Het voedsel bestaat uit vruchten, nectar maar ook bloembladeren. Ze spelen een belangrijke rol bij de verspreiding van stuifmeel van de bloesems van de boom Kigelia pinnata. Vooral allerlei soorten wilde vijgen worden gegeten, maar ook cashew (Anacardium occidentale), Guave (Psidium guajava) en fruit uit plantages van mango en banaan. Daardoor kunnen ze schade veroorzaken.
De kleine epaulettenvleerhond behoort tot de meest algemene vleerhonden van Afrika en de soort is daarom veilig.